# Sebastián Alabanda
Sebastián Alabanda Fernández (Posadas, 31 ottobre 1950 – Siviglia, 10 giugno 2014) è stato un calciatore spagnolo, di ruolo difensore.

## Carriera

### Club
Ha giocato nella massima serie del campionato spagnolo con Real Betis (con cui vinse una Coppa di Spagna) e Real Murcia.

### Nazionale
Il 24 aprile 1976 giocò la sua unica partita con la Nazionale di calcio spagnola, disputando gli ultimi 10 minuti della gara contro la Germania Ovest valida per le Qualificazioni al campionato europeo di calcio 1976, entrando al posto di Migueli.

## Statistiche

### Cronologia presenze e reti in nazionale
| Cronologia completa delle presenze e delle reti in nazionale ― Spagna | Cronologia completa delle presenze e delle reti in nazionale ― Spagna | Cronologia completa delle presenze e delle reti in nazionale ― Spagna | Cronologia completa delle presenze e delle reti in nazionale ― Spagna | Cronologia completa delle presenze e delle reti in nazionale ― Spagna | Cronologia completa delle presenze e delle reti in nazionale ― Spagna | Cronologia completa delle presenze e delle reti in nazionale ― Spagna | Cronologia completa delle presenze e delle reti in nazionale ― Spagna |
| Data                                                                  | Città                                                                 | In casa                                                               | Risultato                                                             | Ospiti                                                                | Competizione                                                          | Reti                                                                  | Note                                                                  |
| --------------------------------------------------------------------- | --------------------------------------------------------------------- | --------------------------------------------------------------------- | --------------------------------------------------------------------- | --------------------------------------------------------------------- | --------------------------------------------------------------------- | --------------------------------------------------------------------- | --------------------------------------------------------------------- |
| 24-4-1976                                                             | Madrid                                                                | Spagna                                                                | 1 – 1                                                                 | Germania Ovest                                                        | Qual. Euro 1976                                                       | -                                                                     | 81’                                                                   |
| Totale                                                                |                                                                       | Presenze                                                              | 1                                                                     |                                                                       | Reti                                                                  | 0                                                                     |                                                                       |

## Palmarès
- Coppa di Spagna: 1

Betis: 1976-1977